# Estadi Munhak d'Incheon
L'Estadi Munhak d'Incheon (인천문학경기장 en hangul, Incheon Munhak Stadium en anglès), és un estadi multifuncional ubicat en la portuària ciutat metropolitana d'Incheon (en hangul: 인천광역시 Incheon Gwangyeoksi), pertanyent a l'àrea metropolitana de Seül, a Corea del Sud.
És l'estadi on juga de local el SK Wyverns de la Lliga coreana de bèisbol. Anteriorment van jugar els equips de futbol Incheon United i Daejeon Korail FC. És un dels estadis on es va disputar la Copa del Món de futbol 2002.
Ha estat seu del Campionat Asiàtic d'atletisme de 2005 i dels Jocs Asiàtics de 2014.